# Диамантите са вечни (роман)
„Диамантите са вечни“ (на английски: Diamonds Are Forever) е роман на английския писател Иън Флеминг. Той е четвъртият от поредицата за Джеймс Бонд. Издаден е на 26 април 1956 г. от издателство Jonathan Cape.

## Сюжет
Внимание:  Текстът по-долу разкрива сюжета на произведението (или части от него)!
Секретната служба на Великобритания разследва контрабанда на диаманти от Сиера Леоне в Съединените щати чрез транзит през Англия. Лондонската фирма „Диамантена къща“, която се контролира от Руфус Сей, е заподозряна в организиране на престъпния бизнес. А в САЩ с контрабандата се занимава на бандадата на Серафим и Джак Спенг. Тя е малка, но изключително опасна престъпна група, която е свързана с редица криминални кръгове в САЩ, включително и с мафията. „M" възлага на Джеймс Бонд да проникне в група на трафикантите и да разкрие цялата верига.
Под самоличността на дребния престъпник Питър Франкс (който е арестуван от Скотланд Ярд), Бонд предлага своите услуги на контрабандистите. „Питър“ се срещна с Тифани Кейс, една от членовете на бандата, която му предава на партида от диаманти за транспортиране. Диамантите са скрити в топки за голф. Всичките инструкции за „работата“ Тифани получава само по телефона, от мистериозния „ABC“.
Бонд и Тифани пристигат в Ню Йорк, благополучно пренасяйки скритите в багажа диаманти. Скоро Бонд се среща с Майкъл Трий - „Дървото“, главен помощник на братята Спенг, и му предава диамантите. Бонд се нуждае от пари за работата си, но м-р Трий му предлага да получи заплащането под прикритието на спечелването на залог от състезание. Бонд трябва да отиде до хиподрума „Саратога“, и да направи залог в определена гонка на конкретен кон.
В бара в Ню Йорк Бонд неочаквано среща стария си приятел Феликс Лейтър. След ужасните телесни наравявания, получени по време на разследването на г-н Биг („Живей, а другите да умрат“), Лейтър е уволнен от ЦРУ и е в резерва. Феликс работи в детективската агенция „Пинкертън”. От Лейтър Бонд научава, че „Руфус Сей“ е Джак Спенг, и неговия брат близнак Серафим се намира в Лас Вегас. Тифани Кейс е въвлечена в бандата на Спенг насилствено, тъй като майка ѝ е бил престъпничка и е държала явка.
Пристигайки в Саратога, Бонд и Лейтър решават да осуетят плана на Спенг. Подкупвайки на жокея Лейтър го убеждава да се нарушаи правилата, при което резултатът от гонката ще бъде анулиран. Планът на Феликс сработва, но следва жестоко наказание. Бонд решава да вземе кална баня, и там се оказва жокея. Внезапно в банята влизат двама бандити, които започват да поливат жокея с вряща кал сварявайки го жив. По-късно Бонд описва на Лейтър гангстерите и Феликс без колебание ги разпознава. Това са двама от най-опасните членове от бандата на Спенг – Кид и Уинт. Те са наемни убийци и садисти, и освен това имат интимна връзка помежду си.
След скандала на хиподрума Бонд звъни на м-р Трий и иска парите си. Бандитът предлага на Бонд да отиде в Лас Вегас. Там, в определено време в казино „Тиара“, която принадлежи на братята Спенг, Бонд може да спечели на „Блекджек“ дължимите пари, като крупието ще играе в полза на Бонд. Но Трий поставя на Бонд категоричното условие – получавайки хонорара си, Бонд трябва незабавно да напусне казиното и в никакъв случай да не играе повече там.
Решавайки да помогне на приятеля си, Лейтър предлага на Бонд помощ от Ърни Курео. Той е колега на Феликс от „Пинкертон“, който работи в Лас Вегас. Срещайки се с Бонд, Ърни му разказва за Серафим Спенг. Този бандит се отличава с ексцентричните си постъпки. В пустинята Невада Спенг е построил малкия декоративен град Спектървил – град на каубои, индианци, и „Дивия Запад“. „Спектървил“ се посещава от много туристи, а до града има жп линията, по която се движи истински стар модел парен локомотив, наречен „Пушещото гюле“.
Отивайки в казиното Бонд неочаквано се среща с Тифани Кейс. Оказва се, че тя работи като крупие, и трябва да му помогне да спечели $ 5000. Всичко върви гладко, но Бонд решава да изостри ситуацията, остава в казиното и започва да играе на рулетка. На следващия ден Бонд започват да го следят. С помощта на Курео Бонд се опитва да избяга, но бандитите га залавят и го водят в града на Серафим Спенг.
Спенг казва Бонд, че е получил информация от Лондон, че истинския Питър Франкс е арестуван. Спенг се опитва да разбера кой е Бонд в действителност, и за това е извикал Кид и Уинт, поръчвайки им жестоко да пребият Бонд. Малко по-късно Тифани Кейс помага на Бонд да дойде в съзнание. Те решават да избягат от декоративния град с малка дрезина. Тръгвайки Бонд запалва цистерни с бензин, и целият „град“ на Спенг е обхванат от пламъци. Скоро обаче, горивото в дрезината свършва, а след Бонд и Тифани във влака се приближава Серафим Спенг. Бонд решава да постави клопка за Спенг. Бонд с голямо усилие се премества ръждясалата железопътна стрелка, и изчаква пристигането на „Пушещото гюле“ с откраднат револвер в ръка. Виждайки Спенг в кабината, Бонд четири пъти стреля в него и го убива, а локомотивът с пълна скорост се отправя в задънената линия. След известно време, Бонд чува силен грохот – обречения влак с мъртвия Спенг е стигнал до края на линията, дерайлирал е и се е взривил ...
Бонд и Тифани стигат до Лас Вегас, където са посрещнати от Лейтър. Той им предлага незабавно да напуснат САЩ, тъй като научавайки за смъртта на Спенг, в случая може да се намеси на мафията, и след това ще бъде невъзможно да се спасят. Бонд и Тифани отплават към Англия на борда на кораба „Куийн Елизабет“. Но те не знаят, че на кораба има още двама пътници, изпратени от мистериозния „ABC”. Това убийците Уинт и Кид, на които е поръчано да унищожат Бонд и Тифани. Те успяват да отвлекат Тифани, и я измъчват в каютата си, но Бонд успява да проникне при злодеите през илюминатора. В престрелката Бонд убива Кид, а малко по-късно, и Уинт, който преди да умре ранява Бонд с нож.
... След известно време в африканската пустиня става среща на лекаря, който носи откраднатите диаманти от мината, и загадъчния „ABC”. „ABC” взема диамантите, казвайки, че контрабандата е временно спряна, а след това спокойно убива лекаря. В това време се включват прожектори, и на бандита предлагат да се предаде. Оказва се, че полицията е направила засада. „ABC” се опитва да избяга, но Бонд, който също участва в операцията стреля с тежка картечница и сваля хеликоптера. В пилотската кабина е намерен мъртвия „ABC” – Джак Спенг, вторият лидер на бандата на контрабандистите и брат на загиналия Серафим Спенг.

## Интересни факти
В романа посочен официалния годишния доход на Джеймс Бонд – 64 000 $ (по цени от 1956 г.)

## Адаптации
Романът е филмиран през 1971 г. – Диамантите са вечни (седми филм от „официалния“ „бондиан“), като ролята на Джеймс Бонд, е изиграна от актьора Шон Конъри. Това е последната роля на Конъри в „официалния“ „бондиан“.